# Allotinus magaris
Allotinus magaris är en fjärilsart som beskrevs av Hans Fruhstorfer 1913. Allotinus magaris ingår i släktet Allotinus och familjen juvelvingar. Inga underarter finns listade i Catalogue of Life.